# 글의 기교
본 문서에서는 문장의 정확한 표현이나 꾸밈, 강조를 위해 사용하는 글의 기교를 정리한다.

## 개요
글이란 주관적으로 볼 때 자기가 생각한 대로를 정확하게 표현하는 것이 목적이지만, 대략적으로 볼 때는 그것을 읽는 사람에게 감동과 공감을 갖도록 하는 것이 목적이다. 그러기 위해서는 문장이 정확하고 아름답고 매력이 있어야 하며, 또 힘이 들어 있어야 한다. 문장을 정확하고 아름다우며, 매력과 힘을 갖추게 하는 방법을 '글의 기교'라고 한다.
말이나 글은 대체로 논리적인 이해를 목적으로 하는 경우와, 정서적인 느낌을 목적으로 하는 두 가지 경우가 있어서 그것을 표현하는 방법도 달라진다. 이해를 목적으로 하는 글이 정확하게 표현되도록 꾸며져야 한다면, 느낌을 목적으로 하는 글은 단순히 문법적으로 정확하다는 뜻 이외에도 독자의 감각에 호소하도록 써야 한다는 의미가 내포되어 있기 때문이다. 여기에서 언어 창조의 문제도 제기된다.  이런 사실과 관련해서 효과적인 문장 표현에 있어서 주의해야 할 사항들은 다음과 같다.
- 낱말의 정확한 선택과 효과적인 배열.
- 구체적 표현.
- 적합한 비유. 직설적인 문장보다는 비유를 통해 이야기하는 것이 특히 문예문의 경우에는 좋은 표현 방법의 하나라고 말할 수 있다. 그러나 비유를 너무 많이 사용하거나 부적합한 비유를 사용하게 되면 오히려 문맥이 통하지 않는 경우가 있으므로 주의하여야 한다.
- 의미의 풍부성과 적절한 암시성. 문예문의 문장, 특히 시의 경우에 많이 논의된다. 적절한 암시를 통해 독자에게 상상력을 불러일으키는 것을 뜻한다.

한편 구체적인 문장 표현의 기법에는 매우 여러 가지가 있으나 이를 크게 나누어보면, 문장의 뜻을 강하게 높이는 강조법, 어떤 것을 다른 어떤 것에 견주는 비유법, 문장의 단조로움을 덜기 위하여 변화를 주는 변화법의 세 가지 방법이 있다.

## 강조법
강조법(强調法)은 서술하려는 대상이나 내용을 보다 강력하게 표현하여 호소력 있는 문장으로 만들려는 기법이다. 이는 특히 용어를 세차게 씀으로써 표현의 절실함을 느끼게 한다는 특색이 있다.

### 과장법
과장법(誇張法)은 어떤 사물을 실제보다 더욱 크게, 혹은 아주 작게 표현함으로써 인상을 두드러지게 하는 강조의 기교이다. 기발한 착상을 통하여 상대방으로 하여금 그 말에 묘미를 느껴 공감하도록 한다는 면에서 바람직한 방법이다. 하지만 과장이 너무 지나치면 오히려 그 느낌을 감소시키거나 불신하게 한다. 과장도 멋지고 자연스러워야 한다. 그것을 잘 해내는 것이 바로 기교이다.

### 반복법
반복법(反復法)은 문장의 의미를 강조하기 위하여 같은 말이나 구절을 되풀이하는 수법이다. 반복법은 반복을 통한 의미 강조뿐만 아니라 운율적 효과로 문장의 흥을 돋우게 되어 시가에서 특히 많이 사용한 '옛날 옛날 아득한 먼 옛날' '엄마 엄마 우리 엄마' 등의 표현이 여기에 해당한다.

### 영탄법
영탄법(詠歎法)은 '아아' '오호라' '어머나' '아이구' '저런' 등의 감탄의 말을 써서 깊은 감정, 비통한 마음, 절실한 생각을 나타내는 강조법이다. 이 수법은 특히 노래나 시에 많이 사용된다.  영탄은 감정을 압축하고 압축한 나머지 더 이상 참을 수 없을 때 폭발의 형식으로 터져나온다. 그러므로 감정이 강렬하게 폭발할 곳이 아닌 곳에 영탄법을 쓰면 도리어 어색한 문장이 되고 만다.

### 점층법
점층법(漸層法)은 문장이 진행될수록 점점 더 뜻이 강해져서 마지막 층에서 마침내 절정에 달하도록 하는 강조법이다. 이 방법은 사람을 설득하여 감동을 주는 데 특히 효과적이다. 따라서 소설이나 희곡 등 문학 작품의 구성은 대체로 이러한 점층법의 테두리 안에서 이루어지고 있다고 볼 수 있다.

### 대조법
대조법(對照法)은 두 가지 상반되는 사물 또는 정도가 다른 사물을 열거함으로써 그 의미의 대립을 조성시켜 독자에게 어떤 사상이나 내용을 강조하려는 방법이다. '예술은 길고 인생은 짧다' '여자는 약하나 어머니는 강하다' 등이 모두 그런 예에 해당한다.  대조법의 묘미는 그 형식이나 용어에 있는 것이 아니고, 사상이나 내용의 대조에 있음은 물론이다. 그리고 이것은 한 편의 문장·소설·희곡에 쓰이는 일이 많은데, 선악·미추(美醜) 따위로 그 내용을 대조시켜 어느 한쪽을 강조하는 방법으로도 사용된다.

### 열거법
열거법(列擧法)은 내용상으로 연관이 있거나 비슷한 계통의 어구를 열거함으로써 그 뜻을 강조하는 방법이다. 반복법은 동일한 말을 반복하는 데 대하여 열거법에서는 같은 말이 아니라 그 내용적 맥락이 비슷한 말을 열거한다. 강조법은 어떤 일을 주장하거나 단정하는 논설문이나 감상문에서 흔히 쓰인다.

### 미화법
미화법(美化法)은 사물을 실제보다 아름답게 꾸며서 표현하는 방법이다. 도둑을 '양상군자'나 '밤손님'으로 부르는 일 등은 우리가 일상적으로 사용하는 미화법의 한 예이다.

### 역설법
역설은 일반적인 상식으로 보면 논리적이거나 합리적인 것으로 보이지 않으나, 그 의미를 잘 들여다보면 오히려 강조의 의미를 지니는 경우가 있다. 예를 들어
푸르게 절망을 다 덮을 때까지 / 바로 그 절망을 잡고 놓지 않는다.— 도종환, 〈담쟁이〉

이 시에는 끝까지 절망에 굴복하지 않고 이겨 내겠다는 의지가 내포되어 있으며, 이 시처럼
분분한 낙화 / 결별이 이룩하는 축복에 싸여 / 지금은 가야 할 때 — 이형기, 〈낙화〉

"결별이 축복을 이룩한다"라는 표현을 사용하여 상식적으로 쉽게 수긍할 수 없지만 시의 흐름 가운데서는 고개를 끄덕일 수밖에 없는 진리를 내포하고 있기에 역설이 사용된 예가 있다.

## 비유법
비유법(比喩法)이란 두 개 이상의 사물 또는 관념을 갖고, 어느 한 사물 또는 관념을 다른 것에 빗대어 표현하는 방법이다. 비유는 문장 속에서 적당히 사용하면 표현을 훨씬 구체적이고 아름답게 하지만 자칫 너무 많이 사용하면 문장이 중심을 잃게 된다.

### 직유법
직유법(直喩法)은 비유법 중에서 가장 소박한 방법으로, 두 가지 유사한 인상을 직접 대응시켜 비유하는 것이다. 직유법에서는 주로 '∼처럼' '∼같이' '∼듯' 등의 표현이 많이 사용된다. 직유법은 손쉬운 비유법이기는 하나, 너무 보편적인 보조관념에 빗대어 비유하면 진부한 느낌을 주게 되므로 참신한 비유가 될 수 있도록 노력해야 한다.
나의 몸가짐도 또한 실오리 같은 바람결에 흔들리노라.— 조지훈, 〈풀잎 단장〉

### 은유법
은유법(隱喩法)은 직유보다 한 단계 발전된 비유법으로 사물의 본 뜻을 숨기고 주로 보조관념들만을 간단하게 제시한다. 직유법에서처럼 '∼처럼' '∼듯' 등의 연결어는 쓰이지 않는다. 예를 들어 '그대의 눈은 샛별 같다'는 표현은 직유지만 '그대의 눈은 샛별이다'라는 표현은 은유이다. 은근한 비유로 직유보다 더 인상적인 표현을 할 수 있는 것이 은유법이지만 은유를 남용하면 문맥이 어지럽고 문장의 뜻이 모호해질 수 있으므로 주의해야 한다.

### 풍유법
풍유법(諷喩法)은 넌지시 비유하는 점에서는 은유와 비슷하나 은유보다 복잡하고 교훈적이어서 깊이 생각해야 그 뜻을 알 수 있는 비유법이다. 풍유법은 대체로 교훈적·우의적인 문장에 많이 쓰이는데 속담과 우화가 대표적인 예이다. '소 잃고 외양간 고친다' '빈 수레가 더 요란하다' 등은 우리가 흔히 사용하고 있는 풍유법의 예인데, 풍유법에는 새롭고도 기발한 착상이 요구된다.

### 활유법
활유법(活喩法)은 무생물 또는 사람이 아닌 것을 생물과 같이 비유하는 방법이다. '산이 하늘로 날아오른다'라는 표현이 바로 활유법이다.
광화문은 /  차라리 한 채의 소슬한 종교(宗敎). / 조선 사람은 흔히 그 머리로부터 왼몸에 사무쳐 오는 빛을 / 마침내 버선코에서까지도 떠받들어야 할 마련이지만, / 왼하늘에 넘쳐 흐르는 푸른 광명(光明)을 / 광화문 - 저같이 의젓이 그 날갯죽지 위에 싣고 있는 자도 드물라. — 서정주, 〈광화문〉

### 의인법
의인법(擬人法)은 무생물 혹은 동물을 사람인 것처럼 인격을 부여하는 경우다. '꽃은 웃고 버들은 손짓한다'라는 표현이 의인법이다. 의인법을 활유법의 하위 개념으로 보기도 한다.

### 의성법
의성법(擬聲法)은 사물의 소리를 실제와 같이 그려내는 표현 방법으로, 이는 글을 읽는 사람에게 생동감을 불러일으키고 실감을 느끼게 한다는 특색이 있다. '새가 지저귄다'라는 표현보다 '지지배배 새가 지저귄다'라는 표현이 훨씬 실감을 느끼게 하는 것이 그 예이다.

### 의태법
의태법(擬態法)은 사물의 생태나 동작을 따라 그 느낌이나 특징을 그려내는 방법이다. '물이 설설 끓는다' '주룩주룩 비가 내린다' 등의 표현이 의태법을 사용하여 생동감과 실재감을 불러일으킨 아주 좋은 예라 하겠다.

### 중의법
중의법(重意法)은 한 가지의 낱말 또는 어구로서 두 가지 이상의 뜻을 나타내는 수법이다. '배는 밴데 먹지 못하는 배'에서 맨 앞의 배는 먹을 수 있는 배와 먹지 못하는 배 두 가지를 한꺼번에 나타내고 있다.

## 변화법
변화법(變化法)이란 문장의 단조로움에서 오는 지루함을 깨뜨리고 독자에게 신선한 느낌을 주기 위하여, 적당한 변화를 주어 주의를 새롭게 환기시키는 방법이다.

### 설의법
설의법(設疑法)은 뻔히 알 수 있는 결론을 의문의 형식 표현함으로써 독자로 하여금 스스로 그에 대한 해답을 내리게 하는 수법이다. 듣는이의 변화를 요구할 수 있어 공익광고에서 많이 사용한다.

### 도치법
도치(倒置)는 행동의 순서나 서술의 선후를 거꾸로 놓음으로써 독자에게 흥미를 돋우고 변화를 주려는 방법이다. 낱말과 낱말의 도치, 문장과 문장의 도치, 단락과 단락의 도치 등이 모두 가능하다. '밥을 먹었다'라는 표현보다는 '먹었다 밥을'이라는 표현이 먹었다는 행위를 더욱 두드러지게 보이는 효과가 있다.

### 경구법
경구(警句)는 교훈적인 내용을 섞어 익살스럽거나 기발하게 표현하는 방법이다. '침묵은 금이다' '등잔 밑이 어둡다' 등의 속담과 격언이 이에 해당하는 예가 된다.

### 대구법
대구법(對句法)은 가락이 비슷한 말을 여러 마디 병립시켜 문장의 흥미를 돋우는 기교다. 대구법은 뜻의 상대성보다는 가락이 비슷한 점만을 노린 방법이다. '범은 죽어서 가죽을 남기고, 인간은 죽어서 이름을 남긴다'라는 식의 표현이 이에 해당한다.
눈이 나리면 어이 하리야 / 봄이 또오면 어이 하리야— 서정주, 〈푸르른 날〉

### 인용법
인용법(引用法)은 금언, 명구, 속담, 시가 또는 남의 저서 가운데서 필요한 부분을 자기 문장 속에 인용하여 글의 내용을 풍부하게 하고 자기 주장을 설득력 있게 하려는 기교이다. 인용법은 너무 자주 사용하면 글이 산만해지고 독창성이 부족하다는 느낌을 준다.

### 반어법
반어법(反語法)은 저자가 자기의 의사와는 반대되는 말을 해서 독자의 주의를 끄는 방법이다. 이 반어법은 그러한 표현이 나오게 되는 앞뒤 상황이 중요하다 할 수 있는데, 예쁜 아기를 보며 '아이구 얄미워'라고 표현하는 것도 반어법의 한 예라고 할 수 있다.

### 생략법
생략(省略)은 불필요한 말을 생략함으로써 문장을 압축시키고 여운을 남기면서 그것을 독자의 추측이나 상상에 맡기는 수법이다. 이때 적절한 생략은 문장에 여운을 남기는 묘미를 기대할 수 있지만, 심한 생략은 문맥을 흐리게 하므로 주의해야 한다.

## 같이 보기
- 문장 (언어학)
- 수사학
- 글짓기